# Свети Атанасий (Жабени)
Вижте пояснителната страница за други значения на Свети Атанасий.
„Свети Атанасий Велики“ или „Свети Атанас“ (на македонска литературна норма: „Свети Атанасиј“, „Свети Атанас“) е възрожденска църква в битолското село Жабени, част от Преспанско-Пелагонийската епархия на Македонската православна църква – Охридска архиепископия.
Църквата е построена в 1837 година на главната улица на селото. Представлява еднокорабен храм с входове от юг и запад и кулообразна камбанария на северозапад.